# Sede della Banca centrale europea
La Sede della Banca centrale europea è situata in Germania a Francoforte sul Meno. I locali comprendono l'ex Sala Mercato all'ingrosso (Großmarkthalle), il grattacielo ed un edificio basso per collegare le due cose. Situato a est del centro della città ospita la nuova sede della Banca centrale europea (BCE). Fu completato nel 2014 ed è stato ufficialmente inaugurato il 18 marzo 2015.
La BCE in precedenza risiedeva nell'Eurotorre e, a causa della mancanza di spazi per uffici, in altri tre grattacieli (Eurotheum, Japan Center, e Neue Mainzer Straße 32-36) nel centro della città di Francoforte.

## Storia

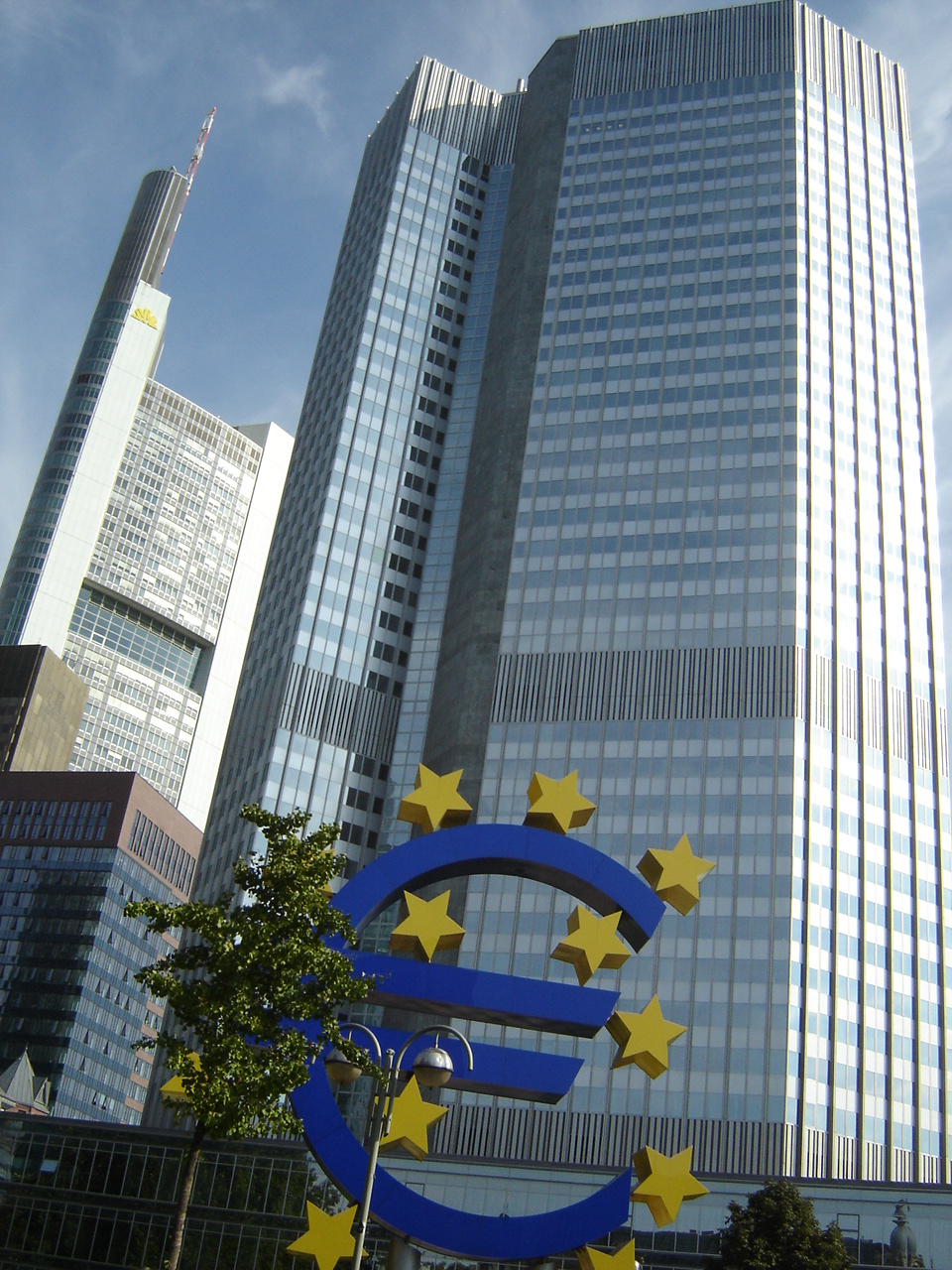
La
sede fino al 2014 e la Commerzbank Tower sullo sfondo

Nel 1999, un concorso internazionale di architettura è stato lanciato dalla banca per la progettazione di un nuovo edificio. L'edificio doveva essere alto 185 metri (201 metri con antenna), e da altri edifici secondari. I lavori di costruzione dovevano iniziare nell'ottobre del 2008, con il completamento previsto per la fine del 2011. Il costo totale del progetto è stato tra 1,3 e 1,4 miliardi di euro, oltre 7.000 euro/m².
Il personale comincia a entrare nel nuovo edificio nel novembre 2014, ed è stato ufficialmente inaugurato il 18 marzo 2015. L'apertura è stata segnata da una protesta di tre giorni dell'Occupy Movement, e di altri oppositori della " Troika ". La polizia ha usato cannoni ad acqua e gas lacrimogeni contro i manifestanti, mentre questi hanno lanciato pietre contro la polizia, vigili del fuoco e tram, e dato fuoco alle auto.
La nuova sede della BCE è stata scelta come sede per la manifestazione per evidenziare la contraddizione tra la spesa della BCE e i tagli e le riforme del mercato imposte in paesi come Grecia e Cipro.
Ulrich Wilken, un organizzatore, ha dichiarato: "La nostra protesta è contro la BCE, in quanto membro della troika, che ostacola il lavoro del governo Greco. Vogliamo porre fine alla politica di austerità ". La protesta paneuropa includeva membri della sinistra radicale di Syriza e Podemos.

## Descrizione
L'edificio, di recente costruzione, è costituito da due torri unite. La torre nord ha 45 piani e l'altezza del tetto di 185 m, mentre la Torre Sud ha 43 piani e l'altezza del tetto di 165 metri. Con l'antenna, la torre Nord raggiunge un'altezza di 201 m. La nuova sede della BCE comprende inoltre la Grossmarkthalle, costruito nel 1926-1928 e completamente rinnovato per il suo nuovo scopo.